# Hemoglobinúria
L'hemoglobinúria és una afecció en la qual l'hemoglobina (la proteïna transportadora d'oxigen) es troba en concentracions anormalment elevades en l'orina.
La malaltia és habitualment causada per una hemòlisi excessiva, en la qual es destrueixen un gran nombre de glòbuls vermells, alliberant així l'hemoglobina al plasma. L'excés d'hemoglobina es filtra pels ronyons, que l'excreten a l'orina, donant a l'orina un color morat. L'hemoglobinúria pot provocar necrosi tubular aguda.

## Diagnòstic
El diagnòstic es fa sovint a partir de la història clínica, mostres de sang i una mostra d'orina. L'absència de glòbuls vermells en l'orina (vista microscòpicament) malgrat una prova amb la tira reactiva d'orina positiva suggereix hemoglobinúria o mioglobinúria. El terme mèdic per la presència de glòbuls vermells en l'orina és hematúria.